# Acer
Acer Inc. (кит.: 宏碁股份有限公司; пиньинь: Hóngqi Gǔfèn Yǒuxiàn Gōngsī) — тайваньская бесфабричная компания, занимающаяся разработкой и продажей компьютерной техники и электроники, в первую очередь ноутбуков.

## История

Логотип с 1987 по 2001 год

Логотип с 2002 по 2011 год

Компанию основал в августе 1976 года Стэн Ши с партнёрами под названием Multitech International; первоначально компания выпускала электронные игры. В 1980 году был разработан Dragon Computer Terminal, терминал для ввода китайских иероглифов. В 1981 году компания сменила название на Acer (в переводе с латыни — «острый» или «клён»); в том же году на рынок был представлен первый собственный успешный продукт — микрокомпьютер Micro-Professor MPF-I. В 1983 году компания начала сборку персональных компьютеров для других производителей. В 1985 году компания создала первый 32-разрядный IBM-совместимый компьютер, опередив IBM. В 1988 году Acer разместила свои акции на Тайваньской фондовой бирже. До этого времени компания быстро росла, ежегодно удваивая выручку.
В 1989 году президентом компании был назначен Леонард Лю (Leonard Liu), до этого работавший в IBM (на то время он был самым высокопоставленным этническим китайцем в американских корпорациях). Его назначение совпало с кризисом в отрасли — резко возросла конкуренция среди производителей ПК, и, соответственно, упала рентабельность их изготовления. С 1988 по 1990 год выручка Acer выросла с 531 млн долларов США до 977 млн долларов, но прибыль упала с 26,5 млн долларов до 3,6 млн долларов, а 1991 год компания закончила с убытком 22,7 млн долларов. Также в этот период было сделано несколько значительных капиталовложений, которые эксперты назвали сомнительными — было куплено несколько производителей компьютеров в США и Европе, 240 млн долларов было вложено в завод по производству DRAM-памяти (совместно с Texas Instruments). В начале 1992 года Стэн Ши подал в отставку, однако совет директоров её не принял, но Леонард Лю был уволен.
В первой половине 1990-х годов стратегия компании радикально изменилась — вместо того, чтобы собирать компьютеры для других производителей, Acer начала продвигать собственный бренд, были открыты 32 сборочные линии в разных странах мира, на заводе в Тайване изготавливались только материнские платы; значительные средства вкладывались в новые разработки. Была создана сеть автономных региональных офисов, персонал которых сам избирал наиболее подходящие для рынка конфигурации и ценовую политику. Основными рынками для компании в этот период стали Латинская Америка, Юго-Восточная Азия и Ближний Восток. В 1995 году Acer вышла на 9-е место в мире по продажам ПК, обойдя таких производителей, как Hewlett-Packard, Dell, и Toshiba.
В 2001 году собственные производственные мощности были выделены в 2 самостоятельные компании, Wistron и BenQ. В 2005 году Стэн Ши ушёл из компании. В 2007 году был куплен американский производитель компьютеров Gateway, Inc., включая его бренд eMachines, а в 2008 году — компания Packard Bell. В марте 2008 года было объявлено, что Acer покупает компанию E-Ten Information Systems (производитель коммуникаторов Glofiish); приобретение компании завершено в III квартале 2008 года, сумма сделки оценивалась в 300 млн долларов.
В 2011 году Acer приобрела американского поставщика облачных вычислительных сервисов iGware, сумма сделки составила 320 млн долларов. В 2011 году компания занимала 487-е место в списке Fortune Global 500, к этому времени став вторым крупнейшим производителем ПК в мире, однако затем продажи компании начали падать из-за роста популярности смартфонов и планшетов. В 2013 году высший менеджмент компании был уволен, Acer возглавил Джейсон Чэнь, который до этого был вице-президентом TSMC.
В 2014 году компания вышла на рынок облачных сервисов. Для этого была запущена платформа BYOC (Build Your Own Cloud). Особый акцент BYOC делает на технологиях интернета вещей.
В 2014 году Acer представила устройство Liquid Leap, которое сочетает в себе умные часы и фитнес-браслет. Оно стало первым подобным устройством компании.
В 2015 году приобретает компанию Xplova, которая производит аппаратное и программное обеспечение, позволяющее велосипедистам отслеживать свою активность с помощью технологии GPS. В 2016 году приобретает компанию Pawbo и выходит на рынок товаров для домашних животных.
В 2017 году была основана компания Altos, которая является дочерней компанией Acer. Altos занимается предназначенными для предприятий SMB интегрированными решениями и продуктами для современной IT-инфраструктуры, в том числе различными типами серверов, рабочих станций, тонкими клиентами и системами хранения данных. В Россию Acer начала поставки оборудования Altos в 2020 году.
В 2018 году на выставке IFA 2018 в Германии компания представила своё первое модульное игровое кресло Predator Thronos. Спустя год кресло поступило в продажу в России. В 2018 году из подразделения по производству смарт-гаджетов Acer была сформирована компания GadgeTek Inc. В том же году она представила умные буддийские четки Leap Beads, которые предназначены для подсчета количества мантр во время молитвы.
В 2019 году Acer анонсировала киберспортивную социальную платформу PLANET9.gg, призванную помочь геймерам находить товарищей по команде с аналогичным уровнем навыков и мотивацией.
В 2019 году Acer представила линейку ConceptD, в которую вошли ноутбуки, ПК и мониторы для создателей контента на профессиональном уровне. Устройства сертифицированы Pantone и способны отображать 100 % гаммы Adobe RGB, с рейтингом корректности цветопередачи Delta E<2 и <1. В 2020 году представлена линейка защищенных ноутбуков и планшетов Enduro, предназначенных для специалистов, работающих в полевых условиях. В 2020 году Acer и Porsche Design представили ноутбук Porsche Design Acer Book RS. В России ноутбук стал доступен в 2021 году.
28 мая 2021 года компания представила Chromebook 317 — первый в мире ноутбук под управлением операционной системы Chrome OS с 17-дюймовым экраном. 31 мая 2021 года компания анонсировала обновление семейства бизнес-ноутбуков TravelMate P6 и TravelMate Spin P6. В августе 2021 года Acer представила ноутбук-трансформер Spin 7, ставший первым портативным компьютером в России с поддержкой сетей 5G.

## Деятельность
Компания Acer разрабатывает и продаёт ноутбуки, персональные компьютеры, мониторы, проекторы, самокаты, а также аксессуары для своей продукции и другое. Изготовление продукции осуществляют контрактные производители (ODM).
Выручка компании за 2022 год составила 275,4 млрд новых тайваньских долларов (8,97 млрд долларов США), её распределение по регионам: Азиатско-Тихоокеанский регион — 48 % (в том числе Тайвань — 19 %, КНР — 6 %), Европа, Ближний Восток и Африка — 27 %, Америка — 26 % (в том числе США — 21 %). На ноутбуки пришлось 57 % выручки, на настольные компьютеры — 11 %, на мониторы — 10 %, на другую продукцию — 22 %.
По продажам персональных компьютеров Acer в 2022 году заняла 6-е место в мире с долей 6 %; по настольным компьютерам занимала 4-е место (доля 4 %), по ноутбукам — 6-е место (доля 7 %).

## Acer в России

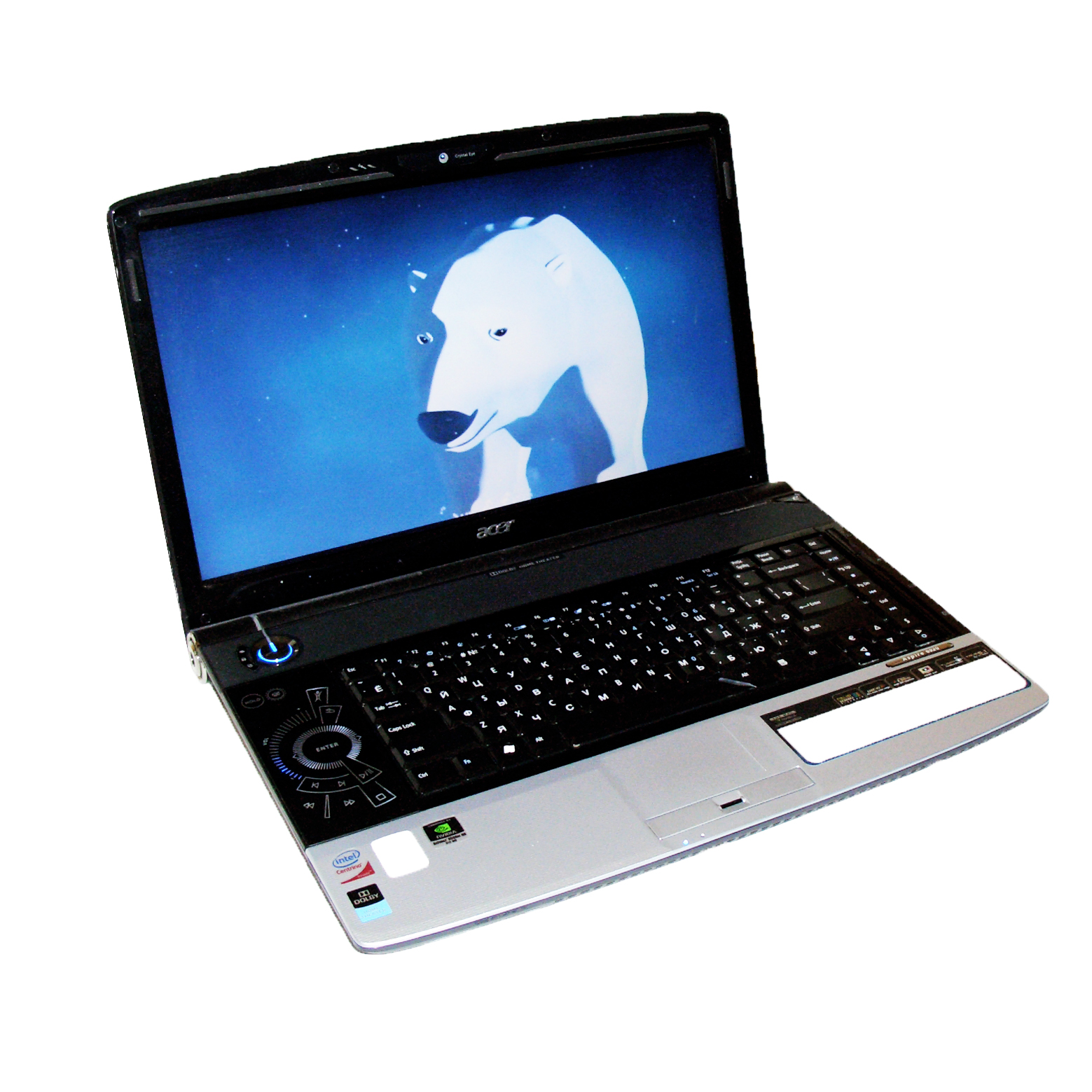
Ноутбук Acer Aspire 6920G (2011 год)

В июне 2023 года информационное агентство Reuters сообщило, что по данным таможни, компания Acer осуществила поставки компьютерного оборудования в Россию в период с 8 апреля 2022 года по 31 марта 2023 года на сумму не менее 70,4 млн долларов. Это произошло после заявления о приостановке бизнеса в России. Поставки осуществлялись через дочернюю компанию, зарегистрированную в Швейцарии.

## Спонсорство
В конце 2007 года компания Acer подписала соглашение с Международным олимпийским комитетом, вступившее в силу в 2009 года. Согласно договору, компания стала спонсором зимних Олимпийских игр 2010 года в Ванкувере и Олимпийских игр 2012 года в Лондоне. Кроме прочего, является одним из партнеров команды Формулы-1 — команды Ferrari.
С 2007 по 2009 год компания была официальным поставщиком ноутбуков и настольных персональных компьютеров для футбольного клуба «Барселона».
C 2007 по 2009 год компания спонсировала команду Fiat Yamaha в чемпионате мира по MotoGP. С 2009 года компания Packard Bell, принадлежащая Acer, является спонсором команды Yamaha Factory Racing Team.
В 2010 году компания была официальным партнером Олимпийских игр 2010 года в Ванкувере в категории «Компьютерное оборудование». Специально для этих игр была выпущена специальная линейка ноутбуков и мониторов.
В 2012 году компания была официальным партнером Олимпийских игр 2012 года в Лондоне в категории «Компьютерное оборудование», куда поставила около 25 000 устройств.
C 2017 года Predator является партнером серии киберспортивных турниров Intel Extreme Masters (IEM).
C 2019 года Predator сотрудничает с Ubisoft в рамках Tom Clancy’s Rainbow Six Pro League и Majors, а с 2021 года в рамках Tom Clancy’s Rainbow Six Esports Global Circuit, включая Six Majors, Six Invitational и четыре региональные лиги: Европа, Северная Америка, Латинская Америка и Азиатско-Тихоокеанский регион. В рамках сотрудничества компания предоставляет персональные компьютеры и мониторы.
С 2020 года сотрудничает с командой Формулы-1 Alfa Romeo Racing ORLEN. Acer предоставляет оборудование, которое используются в штаб-квартире команды, а также на трассе и за её пределами.

## Критика
Фонд свободного программного обеспечения критиковал Acer за продажу ноутбуков с предустановленной ОС Linux, которая оказывалась неработоспособной. Используемый дистрибутив — Linpus — не имел драйверов для части устройств, установленных в ноутбуке, в частности, модуля Wi-Fi, поставлялся без графического интерфейса и прикладных программ, имеющихся в большинстве дистрибутивов.

## Продукция

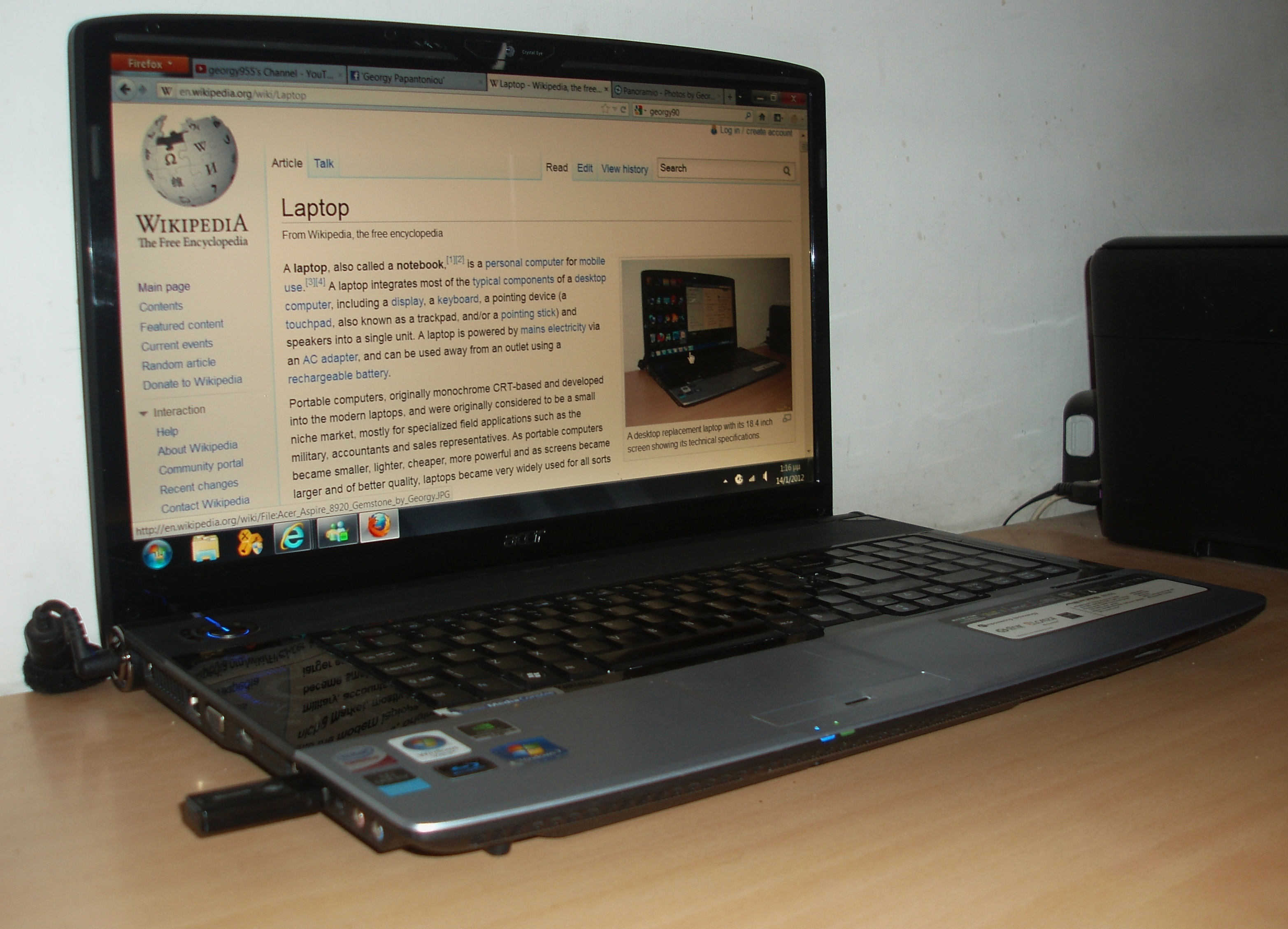
Acer Aspire 8920G Notebook (2012 год)

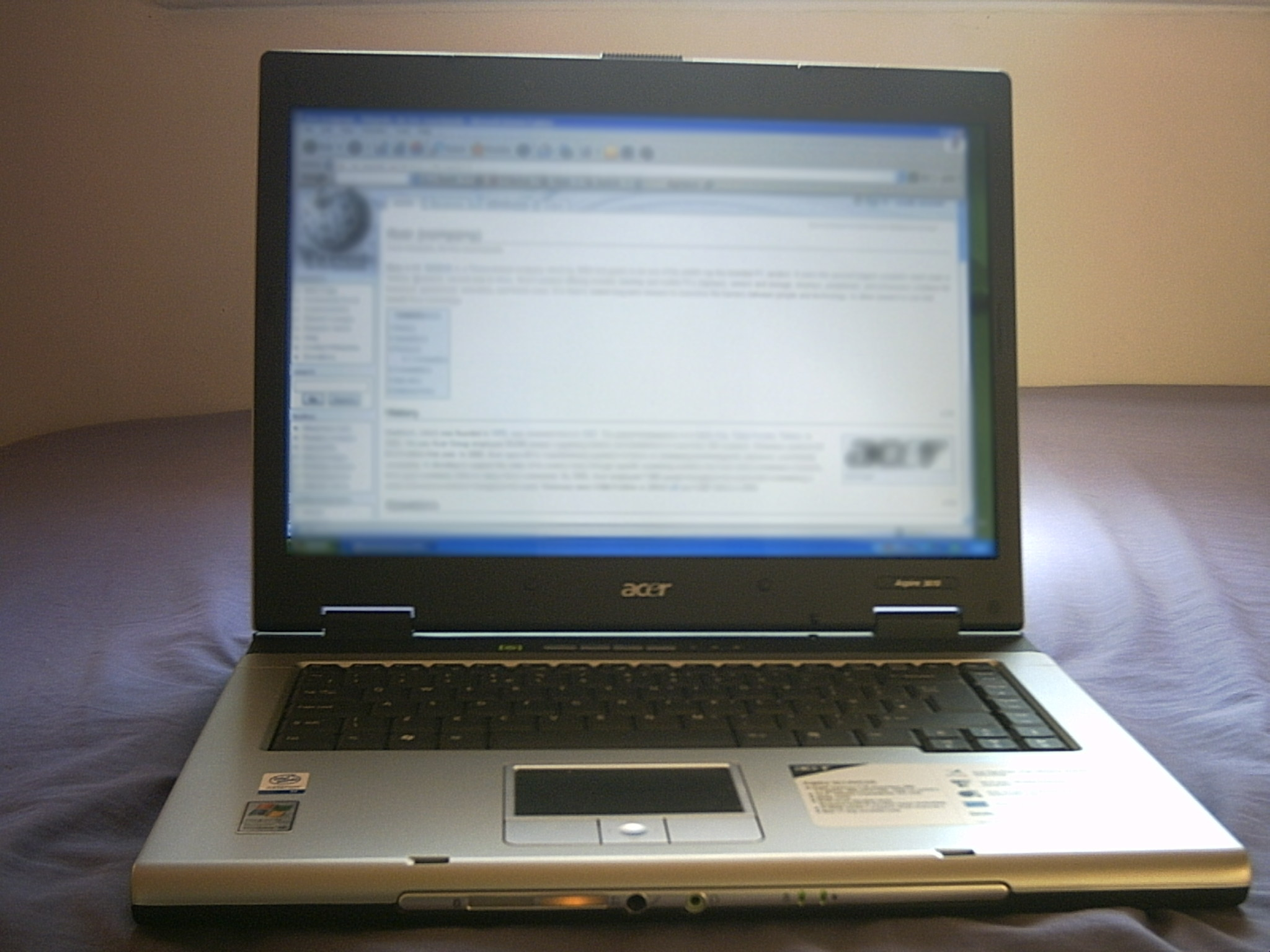
Acer Aspire 3610 Notebook (2006 год)

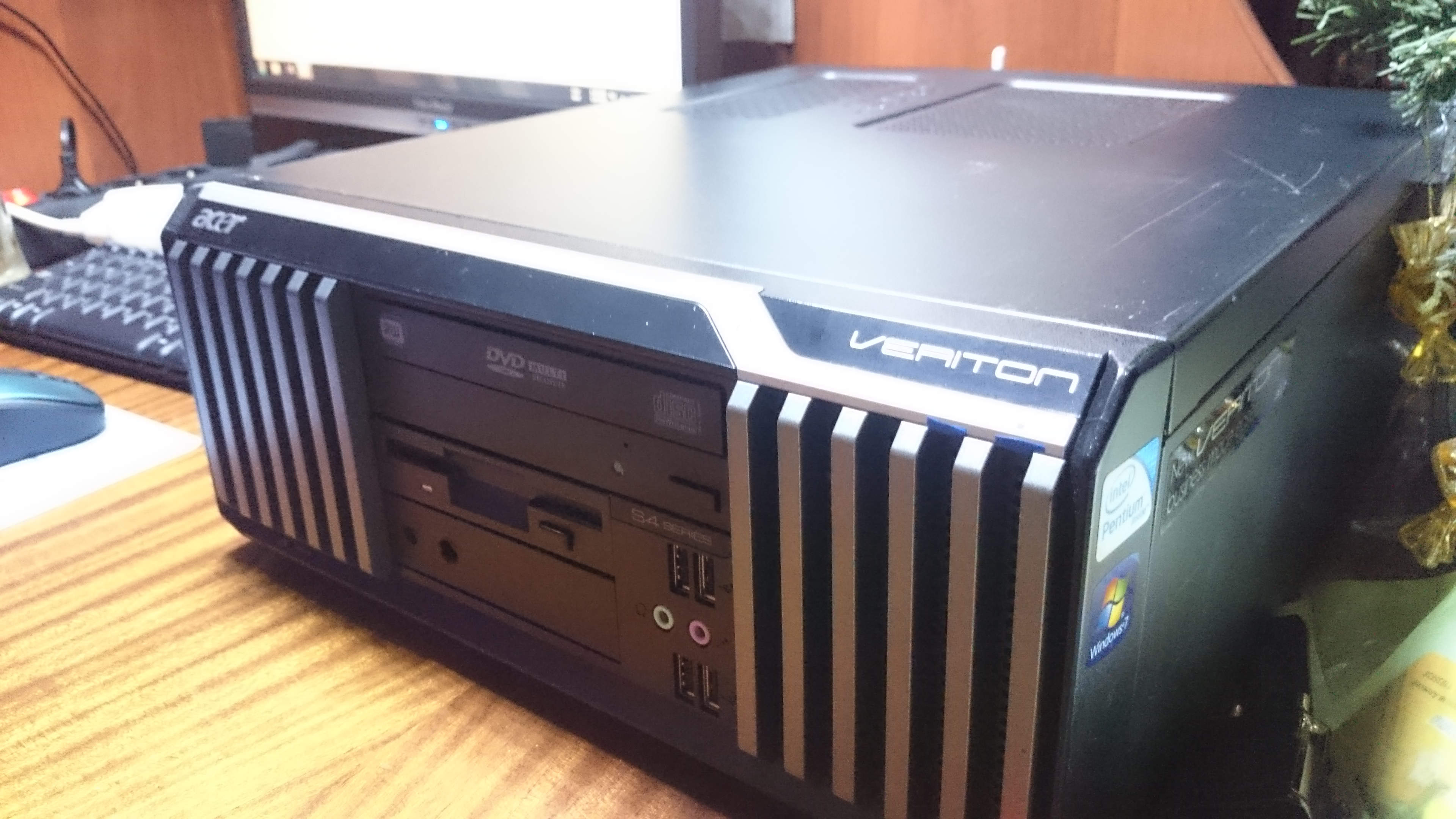
Acer Veriton S4630G (2014 год)

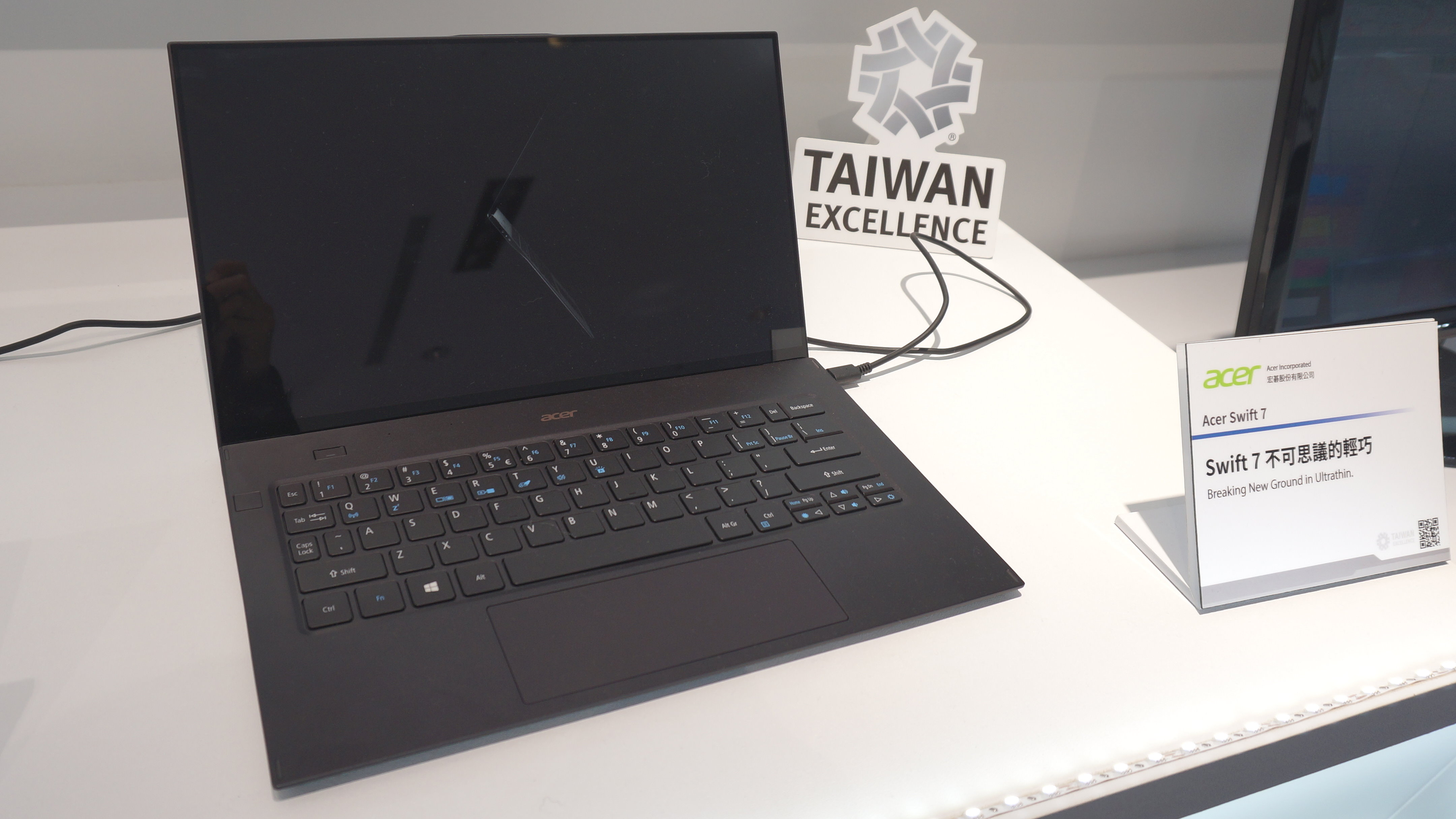
Acer Swift 7

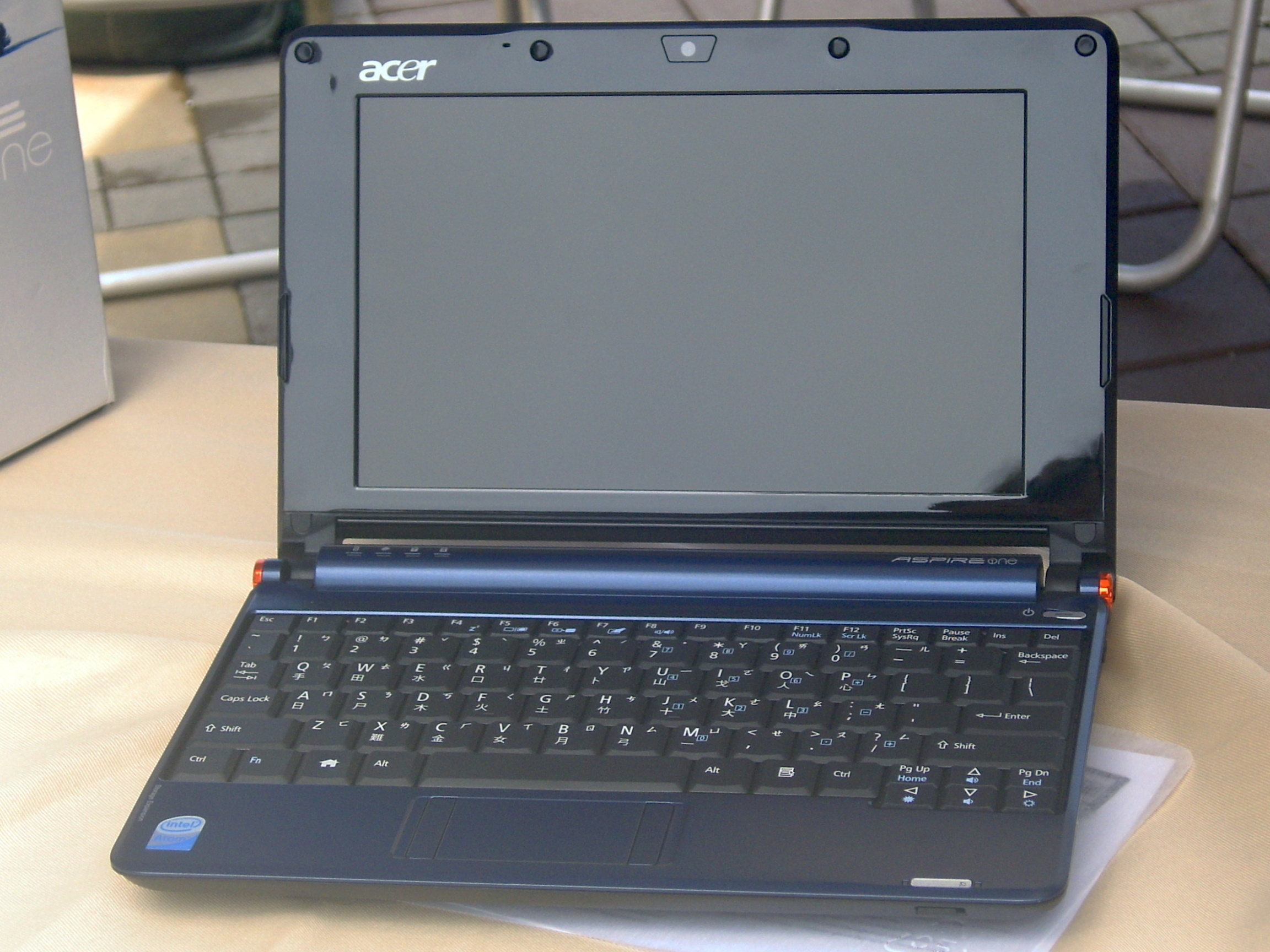
Acer Aspire One (2008 год)

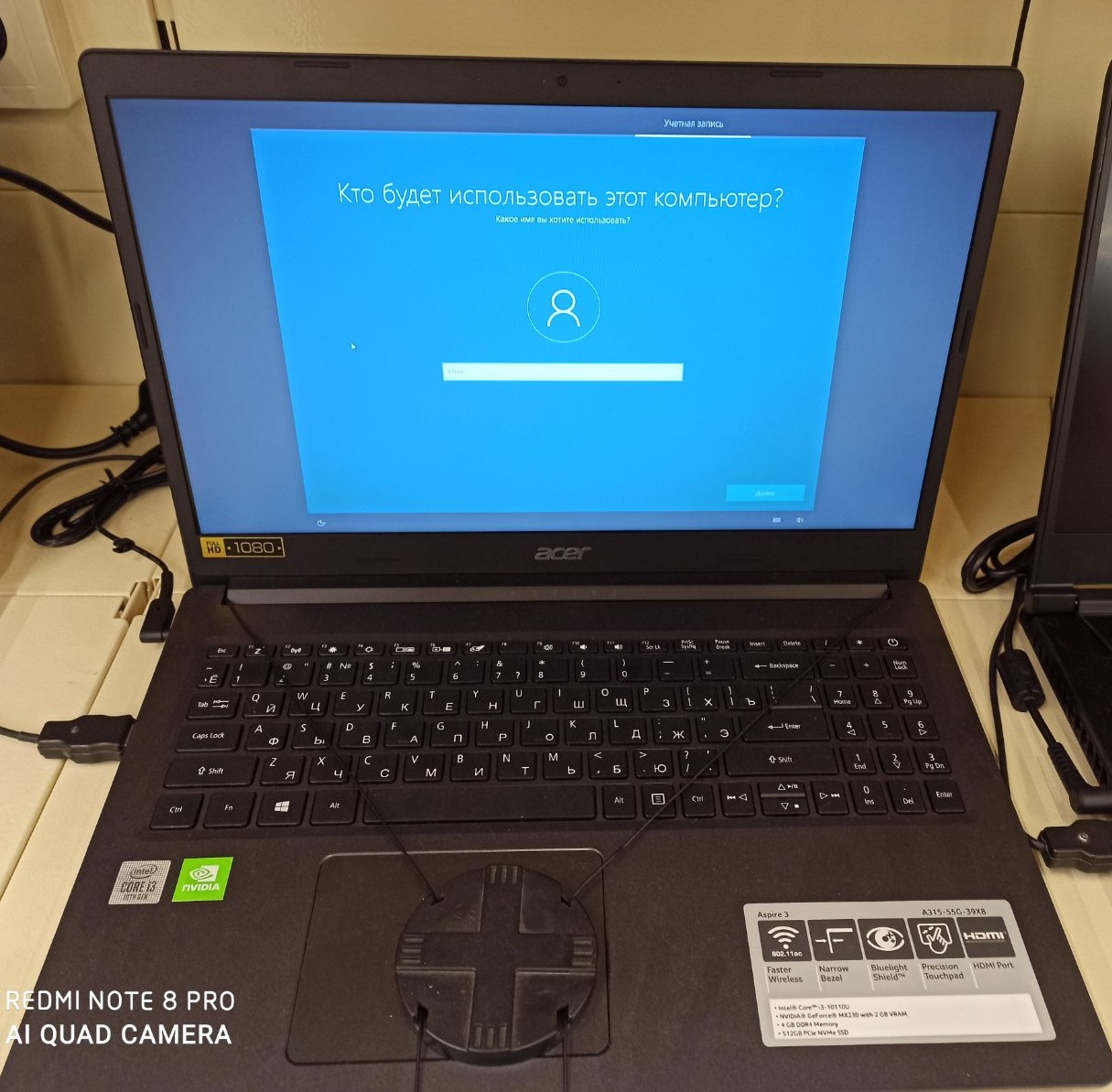
Ноутбук Acer Aspire 3 (2017 год)

Потребительские десктопы
- Acer Aspire Desktop
- Acer Veriton

Игровые десктопы
- Acer Predator
- Acer Nitro

Профессиональные десктопы
- Acer ConceptD

Потребительские ноутбуки
- Acer Aspire Ultrabook
- Acer Tablet
- Acer Aspire Notebook
- Acer Aspire Timeline
- Acer Ferrari
- Acer Iconia
- Acer Swift
- Acer Spin
- Acer Porsche Design RS Book

Бизнес-ноутбуки
- Acer TravelMate
- Acer Extensa
- Acer Enduro

Игровые ноутбуки
- Acer Nitro
- Acer Aspire
- Acer Predator

Профессиональные ноутбуки
- Acer ConceptD

Планшетные компьютеры
- Acer Iconia Tab W500
- Acer Iconia Tab A100
- Acer Iconia Tab A200
- Acer Iconia Tab A500
- Acer Iconia Tab A510
- Acer iconia Tab A511
- Acer Iconia Tab A700
- Acer Iconia Tab A701
- Acer Iconia Tab A8600
- Acer Iconia Tab A110

Нетбуки
- Acer Aspire One
- Ferrari One
- Acer emachines

Неттопы
- Acer Aspire Revo
- Acer Veriton

Серверы и устройства для хранения данных
- Acer server F1
- серия Tower: T110 F1, T115 F1, T150 F1, T310 F1, T350 F1;
- серия Rack: R160 F1, R180 F1, R320 F1, R360 F1, R380 F1, R385 F1, R585 F1;
- серия Blade: B2x285 F1, B2x280 F1, B460 F1;
- серия Gemini: B1170 F1, B2170 F1, B2170t, B2175 F1
- серия Acer storage
- N500 F1, N1600 F1, HNAS3080, GS2040, AMS2100, AMS2300

Компьютерные дисплеи
- G-серия
- P-серия
- H-серия
- X-серия
- B-серия
- V-серия
- S-серия
- T-серия
- D-серия
- MO Monitor TV
- R-серия
- M-серия
- K-серия
- E-серия
- C-серия
- Predator
- Nitro

Проекторы
- P-серия
- X-серия
- H-серия
- S-серия
- K-серия
- C-серия
- V-серия
- B-серия
- U-серия

Игровое кресло
- Predator Thronos

Смартфоны
- Acer Tempo: DX650, DX900, F900, M900, X960
- Acer Liquid: Liquid Z110,Liquid S100, Liquid E, Liquid MT S120, Liquid Mini E310, Liquid Express E320, Liquid Gallant Duo E350, Liquid Z120 DUO, Liquid Z150, Liquid Z530, Acer Liquid E700.
- Acer neoTouch: S200, P300, P400
- Acer Stream
- Acer beTouch: E100, E101, E110, E120, E130, E140, E200, E400, T500
- Acer Iconia Smart
- Acer CloudMobile S500

Телевидение
- AT-серия

Домашние медиасистемы
- Acer Clear.fi

Прочее
- Цифровые камеры
- PDA
- Автомобильные навигационные устройства
- Acer PICA